# Бочков, Николай Павлович
Николай Павлович Бочков (19 октября 1931 — 28 сентября 2011) — советский и российский медицинский генетик, изучал влияние ионизирующего излучения на хромосомы человека, занимался проблемами химического мутагенеза, исследовал популяционно-географическое распределение наследственных болезней. Доктор медицинских наук, профессор. В 1971 году избран членом-корреспондентом АМН СССР, с 1978 года академик АМН СССР, в 1980—1985 годах исполнял функции главного учёного секретаря Президиума АМН СССР, с 1996 по 2006 годы был вице-президентом РАМН (1996—2006). Организатор и первый директор Института медицинской генетики АМН СССР (1969—1989), в котором 42 года руководил лабораторией мутагенеза. В 1988 году основал кафедру медицинской генетики в МГМУ им. И. М. Сеченова и возглавлял её до 2009 года. Автор более 500 научных статей, а также 12 книг, учебников и руководств по цитогенетике и медицинской генетике. Лауреат Государственных премий СССР и РФ по науке и технике (1983, 1998). Заслуженный деятель науки Российской Федерации (1994).

## Биография
Родился 19 октября 1931 года в многодетной крестьянской семье в деревне Марьинка Староюрьевского района (ныне — Тамбовской области). Мать — Мария Егоровна Бочкова, отец — Павел Игнатьевич Бочков, фронтовик, работавший после возвращения с фронта в колхозе пчеловодом. Среднее образование получал в средней школе, находившейся в соседнем селе Новиково. Школу окончил с серебряной медалью.
В 1949 году Н. П. Бочков поступил во 2-й Московский государственный медицинский институт имени И. В. Сталина, который с отличием окончил в 1955 году. Аспирантуру проходил в Институте экспериментальной биологии АМН СССР. В 1958 году защитил кандидатскую диссертацию, посвящённую регенерации в тонком кишечнике.
Далее Н. П. Бочков продолжил исследовательскую работу в Институте экспериментальной патологии и терапии АМН СССР в Сухуми. Там началось его сотрудничество с учёными из московской лаборатории радиационной генетики, руководимой Н. П. Дубининым. В ИЭПиТ он становится заведующим лаборатории генетики, которая была одной из первой генетических лабораторий, организованной в АМН СССР после лысенковского периода.
В 1963 году Н. П. Бочков переехал в Обнинск, где продолжил генетические исследования в Институте медицинской радиологии АМН СССР. Там был создан отдел общей радиобиологии и экспериментальной радиационной генетики, возглавить который был приглашён Н. В. Тимофеев-Ресовский. Темой исследований Н. П. Бочкова стала радиационная генетика человека. В Обнинске он занимал должность старшего научного сотрудника и руководил группой радиационной генетики человека. В 1967—1968 годах, получив стипендию Всемирной организации здравоохранения, Н. П. Бочков полтора года стажировался в США в лабораториях К. Патау, Д. Нила, В. Маккьюсика и Д. Германа (James German). В 1969 году защитил докторскую диссертацию на тему «Цитогенетические эффекты облучения у человека». В 1970 году ему присвоено звание профессора по специальности «генетика».
В 1969 году Н. П. Бочков был назначен директором только что созданного Института медицинской генетики АМН СССР. В состав института вошла лаборатория цитогенетики человека, руководимая А. А. Прокофьевой-Бельговской, лаборатория общей цитогенетики под руководством А. Ф. Захарова, лаборатория мутагенеза и популяционной цитогенетики, возглавляемая Н. П. Бочковым. Кроме того, в состав института вошёл коллектив Московской медико-генетической консультации, который стал основой лаборатории клинической генетики. Институт стал ведущим учреждением СССР по медицинской генетике.
Скончался Н. П. Бочков 28 сентября 2011 года в Москве. Похоронен на Хованском кладбище (Центральная территория, участок 34и).

## Награды
Н. П. Бочков был награждён орденами «Знак Почета», «Октябрьской революции», «За заслуги перед Отечеством» IV степени.
В 1983 году вместе с коллегами по Академии медицинских наук СССР — А. А. Прокофьевой-Бельговской, А. Ф. Захаровым, Е. Ф. Давиденковой и Е. Е. Погосянц — Н. П. Бочков удостоен Государственной премии СССР по науке и технике за цикл работ по исследованиям хромосом человека в норме и патологии.
В 1998 году за работу «Мутагенез у человека и предупреждение его эффектов в современных экологических условиях» Н. П. Бочков вместе с А. Д. Дурневым, С. Б. Середениным, Н. П. Кулешовым и А. Н. Чеботарёвым был награждён Государственной премией РФ.
За учебник «Клиническая генетика» Н. П. Бочкову в 2005 году присуждена премия Правительства РФ в области науки и техники.
В 2008 году вручена Национальная премия «Призвание» в номинации «За вклад в развитие медицины, внесенный представителями фундаментальной науки и немедицинских профессий» — за создание генно-инженерного комплекса для лечения тяжелых поражений сосудов ног.

## Память
- Федеральное государственное бюджетное научное учреждение «Медико-генетический научный центр имени академика Н. П. Бочкова»[18]

### Избранные статьи
- Бочков Н. П. Исследование физиологической регенерации в тонком кишечнике крыс после частичной его резекции // Бюллетень экспериментальной биологии и медицины. — 1957. — Т. 44, № 9. — С. 97—101. — PMID 13499545.
- Арсеньева М. А., Бочков Н. П. О цитогенетической радиочувствительности некоторых стадий мейоза у обезьян и мышей // Радиобиология. — 1963. — Т. 3. — С. 563—569. — PMID 14078306.
- Бочков Н. П., Козлов В. М., Севанькаев А. В., Антощина М. М. Анализ анеуплоидии в культурах эмбриональных фибробластов и лейкоцитов человека. — 1966. — Т. 2, № 10. — С. 120—124.
- Бочков Н. П., Тимофеев-Ресовский Н. В. Популяционные аспекты изучения хромосомных болезней // Вестн. АМН СССР. — 1968. — № 8. — С. 51—58.
- Бочков Н. П., Патау К., Терман Э. Кариотипический анализ облучённых клеток человека // Генетика. — 1969. — Т. 3, № 5. — С. 108—115.
- Бочков Н. П., Демин Ю. С., Лучник Н. В. Классификация и методы учёта хромосомных аберраций в соматических клетках // Генетика. — 1972. — Т. 8, № 5. — С. 133—141.
- Бочков Н. П., Шрам Р. Я., Кулешов Н. П., Журков B.C. Система оценки химических веществ на мутагенность: общие принципы, практические рекомендации и дальнейшие разработки // Генетика. — 1975. — Т. 11, № 10. — С. 156—169.
- Bochkov N. P., Kostrova A. A. Sex ratio among human embryos and newborns in a Russian population (англ.) // Humangenetik. — 1973. — Vol. 17, no. 2. — P. 91—98. — PMID 4691153.
- Bochkov N. P., Lopukhin Y. M., Kuleshov N. P., Kovalchuk L. V. Cytogenetic study of patients with ataxia-telangiectasia (англ.) // Humangenetik. — 1974. — Vol. 24, no. 2. — P. 115—128. — PMID 4430492.
- Bochkov N. P., Katosova L. D. Analysis of multiaberrant cells in lymphocytes of persons living in different ecological regions (англ.) // Mutation Research. — 1994. — Vol. 323, no. 1. — P. 7—10. — PMID 7508570.
- Maliaka Y. K., Chudina A. P., Belev N. F., Alday P., Bochkov N. P., Buerstedde J. M. CpG dinucleotides in the hMSH2 and hMLHI genes are hotspots for HNPCC mutations (англ.) // Human genetics. — 1996. — Vol. 97, no. 2. — P. 251—255. — doi:10.1007/BF02265276. — PMID 8566964.